# Генріх фон Голлебен
Генріх фон Голлебен (нім. Heinrich von Holleben; 13 березня 1919, Вінья-дель-Мар, Чилі — 26 січня 1945, Ірландське море) — німецький офіцер-підводник, оберлейтенант-цур-зее крігсмаріне.

## Біографія
1 жовтня 1938 року вступив на флот. З січня 1942 року — командир корабля 17-ї протичовнової флотилії. В квітні-вересні 1943 року пройшов курси підводника і командира підводного човна. З жовтня 1943 по січень 1944 року — офіцер взводу 3-ї навчальної дивізії підводних човнів. З 4 березня 1944 року — командир підводного човна U-1051. 28 грудня вийшов у свій перший і останній похід. 26 січня 1945 року U-1051 був потоплений тараном і глибинними бомбами британських кораблів «Айлмер», «Бентінк» і «Кальдер». Всі 47 членів екіпажу загинули.
Всього за час бойових дій потопив 2 кораблі загальною водотоннажністю 2452 тонни.
| Дата          | Назва корабля                               | Тип               | Тоннаж | Вантаж | Екіпаж | Загинули | Країна             |
| ------------- | ------------------------------------------- | ----------------- | ------ | ------ | ------ | -------- | ------------------ |
| 21 січня 1945 | Galatea                                     | Торговий пароплав | 1,152  | Баласт | 21     | 20       | Норвегія           |
| 26 січня 1945 | HMS Manners (K568) (невиправно пошкоджений) | Фрегат            | 1,300  |        | 100    | 43       | Британська імперія |

## Звання
- Кандидат в офіцери (1 жовтня 1938)
- Морський кадет (1 липня 1938)
- Фенріх-цур-зее (1 грудня 1939)
- Оберфенріх-цур-зее (1 серпня 1940)
- Лейтенант-цур-зее (1 квітня 1941)
- Оберлейтенант-цур-зее (1 січня 1943)